# Минск арена
Минск арена (блр. Мінск-Арэна), вишенаменска је арена у Минску, Белорусија. Отворена је 2010. године и има капацитет за око 15.086 људи. Пре свега се користи за утакмице хокеја на леду, а домаћи је терен ХК Динамо Минск, који игра у Континенталној хокејашкој лиги. Године 2010. у овој арени одржано је такмичење за Дечју песму Евровизије.